# ガートルード・ベインズ
ガートルード・ベインズ（Gertrude Baines、1894年4月6日 - 2009年9月11日）は、かつて世界最長寿であったアメリカ合衆国の女性。2009年1月2日にマリア・デ・ジェズスが死去したことに伴い世界最長寿になった。

## 来歴
1894年、アメリカ合衆国ジョージア州のシェルマンで生まれた。最初の記憶は、カナダにドライブに行ったことだと回想している。サム・コンリーと結婚し、娘アナベルをもうけたが18歳のときに腸チフスで亡くしている。ベインズは晩年、ロサンゼルスのジェファーソンパークにある療養所で暮らした。105歳になるまでは1人で暮らしていた。
長寿の秘訣は何かと問われた際、彼女は、「神様ね。神様に訊いてください…私は神様がお望みのとおり、自分の体を大事にしました」と答えている。晩年は関節炎を患っていたため歩くことは困難だったが、病気に悩まされたことはなかったという。
ベインズは2008年アメリカ合衆国大統領選挙でバラク・オバマに一票を投じた。大統領選への投票は、ジョン・F・ケネディに投票して以来2度目だった。

## 長寿記録
- 2008年11月11日、キャリー・レイゼンビーの記録を抜き、ジョージア州で生まれた人物の中で最も長く生きた人物となった。
- 同年11月26日、エドナ・パーカーが亡くなったため、114歳235日でアメリカ人最長寿となった。
- 同年12月6日、ミネソタ州のキャサリン・ハーゲルが亡くなったため、1894年生まれの最後の生き残りとなった。
- 2009年1月2日、マリア・デ・ジェズスが亡くなり、114歳272日で世界最長寿となった。
- 同年9月11日、ロサンゼルスの療養所で死去。115歳と158日。

これにより世界最高齢者は日本の知念カマとなった。